# Parc provincial du Lac-Supérieur
Ne doit pas être confondu avec Aire marine nationale de conservation du Lac-Supérieur.
Le parc provincial du Lac-Supérieur (anglais : Lake Superior Provincial Park) est un vaste parc provincial situé dans la province de l'Ontario, le long du Lac Supérieur. 
Le Parc s'étend au Nord de la ville de Sault-Sainte-Marie au sud et jusqu'à la communauté rurale de Wawa et Michipicoten au nord.
Le parc fut créé en 1944.
De nos jours, la Route transcanadienne traverse cette réserve naturelle.
Le parc est en grande partie boisée. La forêt de conifères et de feuillus recouvre cette partie du bouclier canadien.
La faune est composée d'importants groupes de cervidés :
- orignal ;
- cerf de Virginie ;
- Ours noir ;
- loup ;
- passereaux ;

Des pictogrammes, de couleur ocre, indiquent que la région fut habitée depuis de nombreux siècles. C'est le spécialiste Henry Rowe Schoolcraft qui décrivit ses inscriptions en 1851.
Le parc du Lac Supérieur est un lieu de loisirs, et d'activités en plein air, canot, camping, randonnée, etc.

### Liens externes

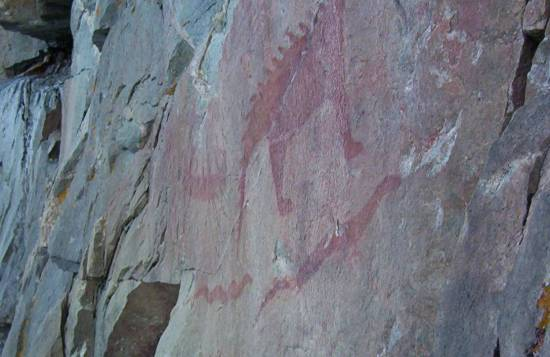
Pictogrammes sur le rocher d'Agawa.

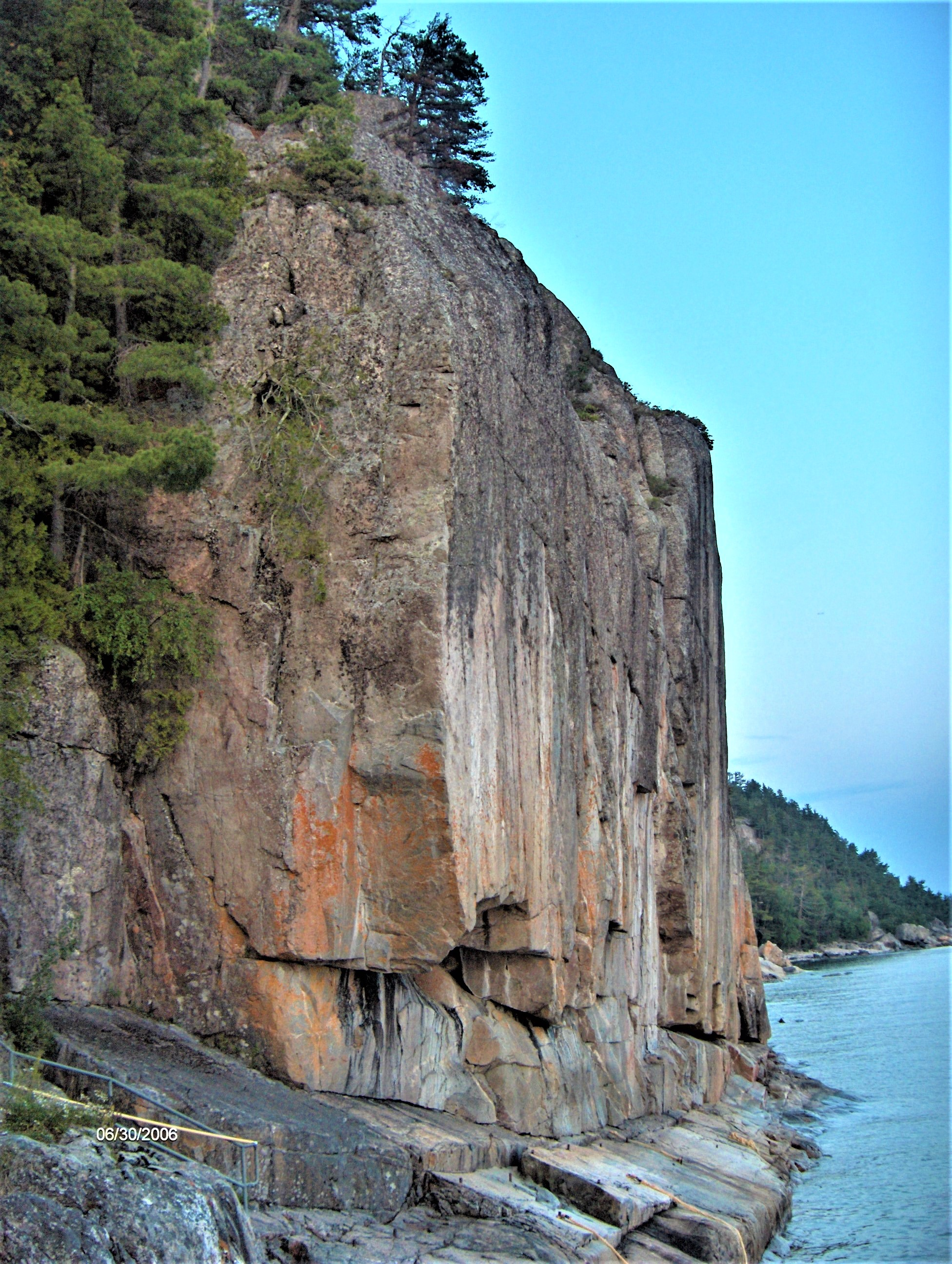
rocher d'Agawa